# Lijst van rijksmonumenten in Den Dolder
De plaats Den Dolder telt 22 inschrijvingen in het rijksmonumentenregister. Hieronder een overzicht.
| Object                                                | Oorspronkelijke functie?  | Bouwjaar                 | Architect          | Locatie                             | Coördinaten?                  | Nr.?   | Afbeelding                                            |
| ----------------------------------------------------- | ------------------------- | ------------------------ | ------------------ | ----------------------------------- | ----------------------------- | ------ | ----------------------------------------------------- |
| Station Den Dolder                                    | Transport                 | 1914                     |                    | Dolderseweg 148A                    | 52° 8' 25" NB, 5° 14' 32" OL  | 40409  | Meer afbeeldingen                                     |
| Prins Hendrikoord: hoofdgebouw                        | Kasteel, buitenplaats     | 1883                     |                    | Soestdijkerweg 17                   | 52° 9' 60" NB, 5° 14' 16" OL  | 510212 | Meer afbeeldingen                                     |
| Prins Hendrikoord: tuinmanswoning                     | Bijgebouwen kastelen enz. | 1883-1885                |                    | Soestdijkerweg 17A                  | 52° 9' 60" NB, 5° 14' 16" OL  | 510213 | Upload foto                                           |
| Prins Hendrikoord: brug                               | Brug                      | 1883-1885                |                    | Soestdijkerweg bij 17               | 52° 10' 1" NB, 5° 14' 17" OL  | 510214 | Upload foto                                           |
| Prins Hendriksoord: landschapspark                    | Tuin, park en plantsoen   | 1883-1885                |                    | Soestdijkerweg bij 15-17            | 52° 9' 58" NB, 5° 14' 9" OL   | 510215 | Meer afbeeldingen                                     |
| Prins Hendrikoord: bloementuin Vijverhof-Noord        | Tuin, park en plantsoen   | 1909-1910                | Dirk F. Tersteeg   | Soestdijkerweg bij 15               | 52° 9' 58" NB, 5° 14' 9" OL   | 510216 | Upload foto                                           |
| Prins Hendrikoord: voetgangersbrug Vijverhof-Noord    | Brug                      | 1906-1910                |                    | Soestdijkerweg bij 15               | 52° 9' 58" NB, 5° 14' 9" OL   | 510217 | Upload foto                                           |
| Willem Arntsz Hoeve: Directiegebouw                   | Handel en kantoor         | 1911-1912                | Frans Poggenbeek   | Vijverhof 26A                       | 52° 8' 54" NB, 5° 14' 32" OL  | 510223 | Willem Arntsz Hoeve: Directiegebouw                   |
| Willem Arntsz Hoeve: Gehoorzaal                       | Gezondheidszorg           | 1911                     | Frans Poggenbeek   | Vijverhof 41                        | 52° 8' 54" NB, 5° 14' 37" OL  | 510224 | Willem Arntsz Hoeve: Gehoorzaal                       |
| Willem Arntsz Hoeve: Werkplaatsgebouw                 | Gezondheidszorg           | 1937                     | H.F. Mertens       | Vijverhof 49 en 51                  | 52° 8' 54" NB, 5° 14' 53" OL  | 510225 | Willem Arntsz Hoeve: Werkplaatsgebouw                 |
| Willem Arntsz Hoeve: TBC-gebouw                       | Gezondheidszorg           | 1912                     | Frans Poggenbeek   | Vijverhof 48                        | 52° 8' 54" NB, 5° 14' 57" OL  | 510226 | Willem Arntsz Hoeve: TBC-gebouw                       |
| Willem Arntsz Hoeve: Vier zusterhuizen van het type A | Appartementengebouw       | 1928                     | H.F. Mertens       | Vijverhof 1-8, 21-26, 27-30, 33-40) | 52° 8' 56" NB, 5° 14' 36" OL  | 510227 | Willem Arntsz Hoeve: Vier zusterhuizen van het type A |
| Willem Arntsz Hoeve: Zusterhuizen                     | Appartementengebouw       | 1931                     | H.F. Mertens       | Vijverhof 9-16, 17-20               | 52° 8' 52" NB, 5° 14' 33" OL  | 510228 | Willem Arntsz Hoeve: Zusterhuizen                     |
| Willem Arntsz Hoeve: Zusterhuis "Dimphna"             | Appartementengebouw       | 1928                     | H.F. Mertens       | Vijverhof 31-32                     | 52° 8' 57" NB, 5° 14' 34" OL  | 510229 | Willem Arntsz Hoeve: Zusterhuis "Dimphna"             |
| Willem Arntsz Hoeve: T-huisboerderij                  | Gezondheidszorg           | 1906                     |                    | Dolderseweg 256                     | 52° 9' 6" NB, 5° 14' 18" OL   | 510230 | Willem Arntsz Hoeve: T-huisboerderij                  |
| Willem Arntsz Hoeve: Wagenloods annex paardenstal     | Opslag                    | 1909                     |                    | Dolderseweg bij 256                 | 52° 9' 6" NB, 5° 14' 18" OL   | 510231 | Willem Arntsz Hoeve: Wagenloods annex paardenstal     |
| Boerderij Staalbergen                                 | Boerderij                 | 1836                     |                    | Soestdijkerweg 3                    | 52° 9' 31" NB, 5° 13' 51" OL  | 510267 | Meer afbeeldingen                                     |
| Pijnenburg, gemeente Zeist: tuinaanleg                | Tuin, park en plantsoen   | ca. 1830                 | H. van Lunteren    | Soestdijkerweg bij 17               | 52° 10' 10" NB, 5° 14' 30" OL | 526384 | Upload foto                                           |
| Ewijckshoeve: hoofdgebouw                             | Kasteel, buitenplaats     | 1827-1831                |                    | Soestdijkerweg 12                   | 52° 9' 55" NB, 5° 14' 30" OL  | 529894 | Meer afbeeldingen                                     |
| Ewijckshoeve: historisch tuin- en parkaanleg          | Tuin, park en plantsoen   | tweede kwart 19e eeuw    | wellicht J. Copijn | Soestdijkerweg bij 12               | 52° 9' 55" NB, 5° 14' 28" OL  | 529895 | Meer afbeeldingen                                     |
| Ewijckshoeve: koetshuis                               | Bijgebouwen kastelen enz. | 1831 (bouw) 1925 (verb.) |                    | Soestdijkerweg 12A                  | 52° 9' 53" NB, 5° 14' 29" OL  | 529896 | Meer afbeeldingen                                     |
| Ewijckshoeve: duivenhok                               | Tuin, park en plantsoen   | 19e eeuw                 |                    | Soestdijkerweg bij 12B              | 52° 9' 49" NB, 5° 14' 33" OL  | 529897 | Meer afbeeldingen                                     |